# 大倭五百足
大倭 五百足（やまと の いおたり）は、飛鳥時代から奈良時代にかけての貴族。姓は忌寸。官位は従五位上・刑部少輔。

## 出自
大倭氏（大倭国造家、大倭直）は地祇系氏族。神武東征の際に功のあった椎根津彦を祖とする。

## 経歴
文武天皇元年（697年）新羅使を迎える使者として陸路で筑紫国に赴いた（この時の冠位は進大壱）。和銅3年（710年）正六位下から従五位下に叙せられる。和銅7年（714年）氏上となり、神祭を司った。養老7年（723年）左京人の紀家が白亀を献じたがこれが瑞祥とされ、亀を出した国の国造（大倭国造）として、絁10疋・綿100疋・布20端を賜与された。
神亀3年（726年）従五位上に叙せられる。神亀4年（727年）聖武天皇の皇子・基王の誕生を祝う宴に際し、五位以上の位階を帯びる者に綿を、特に名家の嫡子で五位以上の者はさらに絁10疋を賜与されたが、高齢であることを理由に五百足は調淡海と共に、特別にこの例に加えられた。
没年不詳。最終官位は従五位上・刑部少輔。